# 뮤직박스 (라디오 프로그램)
김혜란의 뮤직박스는 대한민국 부산광역시, 경상남도 대표 방송국인 KNN의 라디오(부산 99.9MHz 창원 102.5MHz 진주 105.5MHz)에서 오후 8시부터 밤 10시까지 김혜란의 진행으로 방송되었던 라디오 프로그램이다.

## 코너

### 매일 코너
- 뮤직박스 백일장 (이행시) - 부제 : 지하철 연가
  - 여고생이 만난 지하철 사람들의 이야기, 서민들의 희로애락이 담긴 인생 이야기로 푸는 이행시
- 오늘의 한 컷
  - 달콤 쌉쌀한 영화 대사, 가슴을 뭉클하게 한 장면을 뽑아 청취자들에게 삶의 지혜를 잔달하는 코너

### 요일 코너

#### 월요일
- 뮤직싸롱 (가수와 전화 연결)
  - 오늘 뮤직싸롱에 놀러온 가수와 얘기를 나눈다.
- 도서관이 집이에요 - With 정설이
  - 책을 읽는 것은 또 다른 세상을 만나는 일! 매일 매일 도서관을 집처럼!

#### 화요일
- 천하무적 심대리 - With 심윤정
  - 하나부터 열까지 쉬운 게 없는 직장생활, 직장인들을 위한 심대리의 지혜로운 직장 생활법!
- 추억은 달고나
  - 하루에 하나씩 추억 속에 담아둔 옛날 이야기를 찾아 그 시절로 돌아가 보는 시간

#### 수요일
- 찰칵! 여행 이야기 - With 박희진
  - 동주대 방송영상과 교수 박희진씨가 전해드리는 사진과 여행 이야기!
- 뮤직, 밤기차를 타다
  - 칙칙폭폭 기차 소리와 함께 일상에서 벗어나 밤기차를 타고 음악여행을 떠나는 시간

#### 목요일
- 김 샘의 행복비타민 - With 김애숙
  - 행복전도사 김애숙 선생님이 전달해드리는 행복 비타민
- 음악에 물음표를 달다
  - 물음표를 단 한 곡의 음악을 선정, 그 음악에 대한 재미있는 뒷 이야기와 퀴즈를 통해 음악을 풀어보는 시간

#### 금요일
- 지금은 야근 중!
  - 지금 시각, 일하고 있는 직장인들의 이야기를 생생하게 들어 봅니다. 다양한 분야에서 일하고 있는 직장인들과 진짜 이야기를 나누어 보는 시간

#### 토요일
- 문성남의 에브리데이 뮤직 - With 인디밴드 '에브리 싱글 데이'의 리더 문성남
  - 문성남이 요리하는 가요와 팝 이야기!
- 따끈따끈 뮤직 베이커리
  - 7080세대들이 공감할 수 있는 노래들과 갓 나온 노래들을 소개한다.

#### 일요일
- 그리움은 노래가 되어 - With 음악 평론가 김윤선
  - 음악 평론가인 김윤선씨의 정겨운 해설이 함께하는 가곡과 만나는 시간
- 월드뮤직
  - 세계 곳곳의 지구촌 음악, 모던 음악 그리고 퓨전 음악까지 다양한 세계 음악들을 만나는 시간

## 특징
- 야구 시즌시 (4월 ~ 11월)에는 프로야구 중계로 인해 방송이 늦춰지거나 방송되지 않는다.

## 동시간대 프로그램

### FM방송 (KNN 라디오 포함)
- FM 데이트 강다솜입니다 (부산MBC FM4U·MBC경남 창원 FM4U·MBC경남 진주 FM4U)
- 오미희의 행복한 동행 (부산CBS 음악FM)

### AM방송
- 진양혜의 음악공감 (KBS부산 해피FM·KBS창원 해피FM)
- 최양락의 재미있는 라디오 (평일) (부산MBC 표준FM·MBC경남 창원 표준FM·MBC경남 진주 표준FM)
- 생방송 좋은 주말 박준형 유채영입니다 (주말,휴일) (부산MBC 표준FM·MBC경남 창원 표준FM·MBC경남 진주 표준FM)
- 박은경의 스위트뮤직박스 (평일) (SBS 러브FM)
- DJ처리와 함께 아자아자 (주말,휴일) (SBS 러브FM)
- 휴먼라디오, 우리 (평일) (부산MBC 표준FM·MBC경남 창원 표준FM·MBC경남 진주 표준FM)

| KNN 라디오          |                    |                        |
| 이전                | 김혜란의 뮤직박스  | 다음                   |
| 강영운의 트로트 쇼  | 김혜란의 뮤직박스  | 장기하의 대단한 라디오 |
| 오후 7시 ~ 오후 8시 | 오후 8시 ~ 밤 10시 | 밤 10시 ~ 밤 12시      |
|                     |                    |                        |